# Cueva de los Marranos
La cueva de los Marranos se encuentra en Venta de Fresnedo, dentro del municipio de Lamasón, Cantabria. Para acceder a ella hay que seguir un sendero que lleva directamente a estar surgencia de dos bocas. Geológicamente es algo así como un desagüe en épocas de inundaciones, aunque posee un amplio vestíbulo con arte rupestre.
Fue descubierta en la década de los 50 del siglo XX, y en ella se encuentran restos del Paleolítico representados fundamentalmente por lítica tallada en cuarcita. Por otro lado hay una hebilla de bronce de finales de la Edad Media, que indica la posibilidad de que la cueva podía haber servido de abrigo a viajeros.